# 朝倉貞景 (4代当主)
朝倉 貞景（あさくら さだかげ）は、朝倉氏の第4代当主。室町時代中期に越前国で活動した。
第3代・朝倉氏景の子で、幼名を又太郎、通称孫右衛門、下野守。諱を為景とも言う。享年79。嫡子の教景が家督を継ぐ。
第4代・貞景についての資料は乏しく、その事跡は明らかとなっていない。福井県の郷土史家である松原信之は、朝倉氏が本拠地を北庄黒丸（現・福井市中央）から一乗谷に移したのは貞景の代と推測している。
応永18年（1411年）、飛騨守護代の姉小路尹綱が挙兵し、幕府による追討が行われた「飛騨の乱」に際し、越前からも斯波氏の被官（陪臣）であった甲斐氏・朝倉氏が出陣しているが、これは貞景当主の時期に相当する。
子供には、嫡子・教景のほか、北庄家初代・頼景などがいる。